# Venia
Venia là một chi nhện trong họ Linyphiidae.